# 川崎真治
川崎 真治（かわさき しんじ、1921年10月25日 - 2007年10月9日）は、日本の言語学者、考古学者。大学や公の研究機関には所属していない在野の研究者。
世界各国の古代言語や古代文字（ペトログリフ）と日本語との関係を、極めて大胆な発想で結びつける説を多数提唱している。古くから著作が多く知名度は抜群に高いが、提唱された説が学会で発表されたり、他の考古学者等から支持を得たりすることは少ない。

## 経歴
1921年10月25日、東京、品川に生まれる。「川崎真治」は筆名であり、本名は川﨑治夫。
1944年、東京高等商船学校（現・東京海洋大学海洋工学部）航海科卒業。戦時中は三等航海士として海上勤務した。戦後、龍口直太郎のもとで語学雑誌の編集にたずさわり、その後、『譚海』編集長となる。1950年10月、凡人社（のち平凡出版、現・マガジンハウス）入社。『月刊平凡』の小説担当編集者となる。1955年4月、平凡出版を退社し大映に移籍。映画プロデューサーとして『夜の蝶』『黒の試走車』などを担当した。
1971年に退社し、独自の日本古代史研究を開始する。一貫して在野であり、唯一の肩書は、誰でも自由に入会・退会することのできる「東アジアの古代文化を考える会」の会員であった。
2007年10月9日、死去。

## 著作
- 『混血の神々 : 日本人と日本語の起源』講談社、1973年。
- 『日本語の謎を解く』読売新聞社、1974年11月。
- 『日本語はどこからきたか : あなたもエジプト語を使っている』学芸書林、1975年。
- 『姓氏・地名の起源 : あなたは何族?』新人物往来社、1975年。
- 『土偶の謎』二見書房、1975年。
- 『古代稲作地名の起源』新人物往来社、1976年。
- 『日本語の起源を探る』読売新聞社、1976年。
- 『天皇家の日本語』新人物往来社、1976年12月。
- 『日本語の発祥地はメソポタミア』読売新聞社、1978年12月。
- 『白鳥と騎馬の王 : 稲荷山鉄剣銘文は語る』日康、1979年7月。
- 『シルクロードの倭人 : 秀真伝』（鹿島曻と共著）日康、1979年11月。
- 『謎の邪馬台いろは歌 : 漢字渡来以前の日本語』徳間書店、1980年11月。
- 『日本語のルーツが分かった! : 縄文の日本に渡来したオリエントの人々』徳間書店、1980年3月。
- 『古代日本の未解読文字』新人物往来社、1984年6月。
- 『誰も言わなかった古代史の話 : 日本のなかのオリエント』新人物往来社、1985年8月。
- 『日本最古の文字と女神画像』六興出版、1988年5月。
- 『方舟に乗った日本人 : 地名の起源を探る』新人物往来社、1989年6月。
- 『謎の神アラハバキ 騎馬遊牧民族と古代東北王朝』六興出版、1991年8月。
- 『世界最古の文字と日本の神々 : 全アジア共通の数詞トーテムによる解明』風濤社、1994年7月。
- 『日本語の語源 : 海を渡ってやって来た日本語』風濤社、1994年10月。
- 『司馬遷の『史記』をこえた日本の史記』風濤社、2000年10月。
- 『古代史は身近にあり : 比較言語学で解く「邪馬台国」』東洋書店、2009年11月。（遺稿）